# Sommar med Ernst
Sommar med Ernst var en svensk tv-programserie producerad av OTW (2008–2015) och Brand New Content (2016–2025). I programmet brukade inredaren och programledaren Ernst Kirchsteiger, tillsammans med olika snickare, renovera och restaurera samt modernisera gamla ofta fallfärdiga byggnader (en byggnad per säsong). En järnverksbyggnad (2010), ett orangeri från 1800-talet (2013), samt en bondgård från 1920-talet (2014) är några av de byggnader som har synts i programmet.

## Säsongsinformation
| Säsong           | Antal program | Sändningsdatum             | Sändningsdag och tid  | Projekt                                                  | Programledare      | Övriga medverkande                            |
| ---------------- | ------------- | -------------------------- | --------------------- | -------------------------------------------------------- | ------------------ | --------------------------------------------- |
| Säsong 1 (2008)  | 6 avsnitt     | 30 juni – 4 augusti 2008   | Måndagar 20:00-21:00  | Olika projekt i varje avsnitt                            | Ernst Kirchsteiger | Robert Nilzon                                 |
| Säsong 2 (2009)  | 8 avsnitt     | 25 juni – 30 augusti 2009  | Torsdagar 20:00-21:00 | Olika projekt i varje avsnitt                            | Ernst Kirchsteiger | Robert Nilzon                                 |
| Säsong 3 (2010)  | 8 avsnitt     | 1 juli – 26 augusti 2010   | Torsdagar 20:00-21:00 | Järnverksbyggnad (masugn) i Järnboås, Västmanland        | Ernst Kirchsteiger | Per "Pirre" Starrin och Marcus" Mackan" Nylén |
| Säsong 4 (2011)  | 8 avsnitt     | 30 juni – 18 augusti 2011  | Torsdagar 20:00-21:00 | Lagerbyggnad i Saxå, Filipstads kommun, Värmland         | Ernst Kirchsteiger | Per "Pirre" Starrin och Marcus" Mackan" Nylén |
| Säsong 5 (2012)  | 7 avsnitt     | 5 juli – 16 augusti 2012   | Torsdagar 20:00-21:00 | Kraftverkstation i Storfors, Värmland                    | Ernst Kirchsteiger | Per "Pirre" Starrin och Marcus" Mackan" Nylén |
| Säsong 6 (2013)  | 8 avsnitt     | 20 juni – 15 augusti 2013  | Torsdagar 20:00-21:00 | Orangeri/Herrgård i Kolsva, Köpings kommun, Västmanland  | Ernst Kirchsteiger | Per "Pirre" Starrin och Marcus" Mackan" Nylén |
| Säsong 7 (2014)  | 8 avsnitt     | 26 juni – 21 augusti 2014  | Torsdagar 20:00-21:00 | Stadra gård, gård i Nora, Västmanland                    | Ernst Kirchsteiger | Per "Pirre" Starrin och Marcus" Mackan" Nylén |
| Säsong 8 (2015)  | 8 avsnitt     | 25 juni – 13 augusti 2015  | Torsdagar 20:00-21:00 | Torpet Nymansgården i Grythyttan, Hällefors, Västmanland | Ernst Kirchsteiger | Johan Lagerberg och Magnus Liljeqvist         |
| Säsong 9 (2016)  | 8 avsnitt     | 14 juli – 1 september 2016 | Torsdagar 20:00-21:00 | Flygel på Gustavsviks herrgård i Kristinehamn, Värmland  | Ernst Kirchsteiger | Johan Lagerberg och Theo Klyvare              |
| Säsong 10 (2017) | 8 avsnitt     | 22 juni – 17 augusti 2017  | Torsdagar 20:00-21:00 | Hus i Åsbyviken i Örebro, Närke                          | Ernst Kirchsteiger | Johan Lagerberg och Theo Klyvare              |
| Säsong 11 (2018) | 8 avsnitt     | 12 juli – 30 augusti 2018  | Torsdagar 20:00-21:00 | Kånsta kvarn i Hallsberg, Närke                          | Ernst Kirchsteiger | Marcus" Mackan" och Kajsa Nylén               |

### Säsong 1 (2008)
Under 2008 års säsong arbetade Ernst på följande platser: Program 1: Gislöv, Österlen, Skåne, program 2 Varberg, Halland, program 3 Skara, Västergötland, program 4 Persnäs, Öland, program 5 Hällsö, Bohuslän, program 6 Noppen, Kristinefors, Värmland.

### Säsong 2 (2009)
Under 2009 års säsong arbetade Ernst på följande platser: Program 1 & 2 Ön Garpen, Småland, program 3 & 4 Arkösund, Östergötland, program 5 & 6 Lärbro, Gotland, program 7 & 8 Ågs bruk, Dalarna.

### Säsong 3 (2010)
Under 2010 års säsong arbetade Ernst med en bortglömd järnbruksbyggnad i Järnboås, Bergslagen, som förvandlades till ett modernt och smakfullt hem. Ernst begav sig också ut på en utflyktsrunda i trakten och besökte bland annat den lilla trästaden Nora där han fyndade på diversehandeln.

### Säsong 4 (2011)
Under 2011 arbetade Ernst med en magasinsbyggnad i Filipstad, som förvandlades till ett modernt och smakfullt hem. Liksom 2010 tog Ernst hjälp av Per Starrin och Marcus Nylén. Även detta år begav sig Ernst ut på en utflyktsrunda i trakten och besökte bland annat ett sågverk från 1800-talet.

## I andra medier
Ica bokförlag har givit ut Sommar med Ernst som bok.